# SNDR
SNDRはSignal-to-noise and distortion ratioの略。純粋に信号を測定した時に発生するノイズと信号を
{\displaystyle \mathrm {SNDR} ={\frac {P_{\mathrm {signal} }}{P_{\mathrm {noise} }+P_{\mathrm {distortion} }}}}
の比で表したもの。
ここで、 {\displaystyle P_{\mathrm {signal} }} は信号電力、
{\displaystyle P_{\mathrm {noise} }} はノイズ電力、
{\displaystyle P_{\mathrm {distortion} }} は全高調波電力を表す。
SNDRは、ADCなどの変換器の仕様書で一般的に使用される。
量子化誤差とランダム信号を分離した場合、SNDRは次式で表される：
{\displaystyle \mathrm {SNDR} ={\frac {P_{\mathrm {signal} }}{P_{\mathrm {quantizationError} }+P_{\mathrm {randomNoise} }+P_{\mathrm {distortion} }}}}
ここで、 {\displaystyle P} は、信号、量子化誤差、ランダムノイズおよび歪み成分の平均電力である。
SNDRは、通常dBで表記される。
SNDRは、アナログ-デジタル変換回路とデジタル-アナログ変換回路用の標準的な測定基準である。
SNDR（dB）は次の方程式によってENOBと関連付けられる：
{\displaystyle \mathrm {SNDR} =ENOB\cdot 6.02+1.76}